# Sericochroa costaricensis
Sericochroa costaricensis är en fjärilsart som beskrevs av Paul Dognin 1908. Sericochroa costaricensis ingår i släktet Sericochroa och familjen tandspinnare. Inga underarter finns listade i Catalogue of Life.